# Flughafen Cortez Municipal

i7
i11
i13
Der Cortez Municipal Airport (auch Cortez-Montezuma County Airport, IATA-Code: CEZ, ICAO-Code: KCEZ)  ist ein Flughafen, der sich 5 km südwestlich von Cortez im US-Bundesstaat Colorado, befindet, und in der Nähe des Mesa-Verde-Nationalparks liegt. Der Flughafen wurde 1951 erbaut, das Terminalgebäude erst 1959. Er liegt auf einer Seehöhe von 1804 Meter und hat eine 2196 m lange Asphaltlandepiste.

## Geschichte
Ab 1977 wurden Linienflüge durchgeführt. Mitte der 1980er Jahre bedienten zwei Fluggesellschaften den Flughafen: Pioneer Airlines als Continental Express im Auftrag der Continental Airlines betrieben mit Fairchild-Swearingen-Metroliner-Flugzeugen und Trans Colorado Airlines. Ab 1989 dann die Mesa Airlines, ab 1995 als United Express im Auftrag von United Airlines mit Flugzeugen des Typs Beechcraft 1900D und Embraer EMB-120 Brasilia. Die Great Lakes Airlines war von 2001 bis 2015 hier im Einsatz
Die Boutique Air bediente den Flughafen im Rahmen des Essential Air Services in den Jahren von 2016 bis 2022. Danach übernahm Denver Air Connection den Service.

### „Miracle at Cortez“
Ein Lockheed U-2-Aufklärungsflugzeug der USAF führte am 3. August 1959 eine nächtliche Notlandung auf dem Cortez Municipal Airport durch. Major Hsi-Chun Mike Hua befand sich auf einem Trainingsflug, der von Laughlin Air Force Base, Texas, ausging; das Flugzeugtriebwerk ging bei 70.000 Fuß aus. Major Hua stellte den besten Gleitflug fest und konnte durch ein Tal zu einem beleuchteten Flughafen navigieren, der nicht auf seiner Karte war und von dessen Existenz er vorher nicht wusste. Der Flughafen war der einzige in der Gegend mit einer Start- und Landebahn, die nachts beleuchtet war.